# Kunjin-Enzephalitis
Die Kunjin-Enzephalitis wird durch das Kunjin-Virus (KUNV) ausgelöst. Das zu den Arboviren zählende Virus gehört zu den Flaviviren und wurde erstmals 1960 in Queensland, Australien, identifiziert. Der Name leitet sich von dem eines Ureinwohnerstammes ab. Es besteht eine nahe Verwandtschaft mit dem West-Nil-Virus.

## Vorkommen
In weiten Teilen Nordaustraliens, das Virusreservoir sind Vögel, werden neben dem Menschen auch Haustiere infiziert. Die Übertragung erfolgt durch den Stich nachtaktiver Stechmücken (Culex annulirostris).

## Klinik
Viele Infektionen verlaufen unbemerkt (inapparent). Ansonsten kommt es nach einer Inkubationszeit von 1–2 Wochen zu Fieber, Übelkeit, Erbrechen, Lymphknotenschwellung, Schwäche und allgemeinem Krankheitsgefühl. Selten kommt es zu einer Enzephalitis. Das klinische Bild ist ähnlich dem bei der Infektion durch das Murray-Valley-Enzephalitis-Virus (MVEV), die Unterscheidung kann nur serologisch durch Immundiagnostik und Virusnachweis getroffen werden. Das klinische Bild beider Erkrankungen wird häufig zusammengefasst als „Australische Enzephalitis“ (en. Australian encephalitis) bezeichnet und nicht nach den unterschiedlichen Erregern differenziert.

## Therapie
Eine Impfung oder spezifische Therapie gibt es nicht, die Therapie erfolgt symptomatisch.

## Vorbeugung
Zur Vorbeugung dient ein konsequenter Schutz vor Mückenstichen: Repellentien, Moskitonetze, helle, lange Kleidung, Vermeidung von Außenaufenthalten während und nach der Dämmerung.